# Comps-sur-Artuby
Comps-sur-Artuby är en kommun i departementet Var i regionen Provence-Alpes-Côte d'Azur i sydöstra Frankrike. Kommunen ligger i kantonen Comps-sur-Artuby som tillhör arrondissementet Draguignan. År 2022 hade Comps-sur-Artuby 346 invånare.

## Befolkningsutveckling
Antalet invånare i kommunen Comps-sur-Artuby
| Referens: INSEE |